# Tjuljači
Tjuljači (in russo Тюлячи?; in tartaro: Теләче) è un villaggio che si trova nella Repubblica autonoma del Tatarstan, in Russia. È il centro amministrativo del distretto Tjuljačinskij. 
Il villaggio è situato nel nord-ovest della Repubblica, 78 km a est di Kazan', vicino alla confluenza del fiume Malaja Mëša nella Mëša.